# راكيش بيدي
راكيش بيدي (بالهندية: राकेश बेदी؛ بالإنجليزية: Rakesh Bedi) هو ممثل هندي، ولد في 1956 في نيودلهي في الهند.

## وصلات خارجية
- راكيش بيدي على موقع IMDb (الإنجليزية)
- راكيش بيدي على موقع ألو سيني (الفرنسية)
- راكيش بيدي على موقع أول موفي (الإنجليزية)
- راكيش بيدي على موقع قاعدة بيانات الفيلم (الإنجليزية)
- راكيش بيدي على موقع كينوبويسك (الروسية)